# Sensation IV
『Sensation IV』（センセーション・フォー）は、日本のインストゥルメンタルロックバンド・Sensationが2016年11月16日にD-GOから発売した4枚目のオリジナルアルバムである。

## 内容
前作『Sensation III』から2年6か月ぶりのオリジナルアルバム。
「Axis」はテレビ東京系列『ゴルフの真髄 ARTISTIC GOLF』のエンディングテーマに、「BALANCe」「Chaotic world」「Space-time navigation」「Evoke」はフジテレビ系列『FNN参院選 みんなの選挙2016』の挿入曲に、「Intersection」はフジテレビ系列『ユアタイム〜あなたの時間〜』の挿入曲に各々起用された。

## 収録曲
| 全作曲・編曲: Sensation。 |                           |      |            |
| #                         | タイトル                  | 作詞 | 作曲・編曲 |
| 1.                        | 「Axis」                  |      | Sensation  |
| 2.                        | 「BALANCe」               |      | Sensation  |
| 3.                        | 「月影」                  |      | Sensation  |
| 4.                        | 「Chaotic world」         |      | Sensation  |
| 5.                        | 「Acceleration」          |      | Sensation  |
| 6.                        | 「Autumn alley」          |      | Sensation  |
| 7.                        | 「雪華」                  |      | Sensation  |
| 8.                        | 「色なき風」              |      | Sensation  |
| 9.                        | 「Intersection」          |      | Sensation  |
| 10.                       | 「Space-time navigation」 |      | Sensation  |
| 11.                       | 「Evoke」                 |      | Sensation  |

### 解説
1. Axis
2. BALANCe
3. 月影
2nd配信シングルの表題曲[2]。
4. Chaotic world
5. Acceleration
1st配信シングルの表題曲[3]。
6. Autumn alley
7. 雪華
3rd配信シングルの表題曲。
8. 色なき風
9. Intersection
10. Space-time navigation
11. Evoke

## 参加ミュージシャン
Sensation
- 大賀好修：Guitar & Chorus
- 大楠雄蔵：Piano & Organ & Keyboards & Chorus
- 麻井寛史：Bass & Chorus
- 車谷啓介：Drums & Percussion

## タイアップ
- テレビ東京系列スポーツ番組『ゴルフの真髄 ARTISTIC GOLF』2016年7月〜9月度エンディングテーマ (#1)
- フジテレビ系列選挙特別番組『FNN参院選 みんなの選挙2016』挿入曲 (#2,4,10,11)
- フジテレビ系列報道情報番組『ユアタイム〜あなたの時間〜』挿入曲 (#9)